# Wiener Zentral-Pferdeschlachthaus
Das Wiener Zentral-Pferdeschlachthaus im 10. Wiener Gemeindebezirk Favoriten war das einzige seiner Art in Wien. Bestimmt war es für die Schlachtung von Pferden, die einen Anteil an der Fleischversorgung von Wien hatte.

## Lage
Das Wiener Zentral-Pferdeschlachthaus erstreckte sich parallel zu der von Südwesten nach Nordosten verlaufenden Hüttenbrennergasse an deren Ostseite. Die Senngasse bildete die südliche Grenze. Die Kreißlegasse und ein als verlängerte Geiereckstraße bezeichnetes Straßenstück bildeten die Grundstücksgrenzen im Norden beziehungsweise Osten. Der Haupteingang befand sich am Schoberplatz an der Kreuzung Hüttenbrennergasse, Senngasse und der zeitgleich mit den Bauarbeiten am Schlachthaus angelegten Schlechtastraße.
Seit dem Ende des Zweiten Weltkriegs kam es zu einigen Änderungen im Straßenverlauf. Die Hüttenbrennergasse wurde durch eine Kleingartenanlage unterbrochen. Das am nordwestlichen Ende verbliebene Teilstück wurde mit der Schlechtastraße vereint und entsprechend umbenannt und die Senngasse schließt nicht mehr an die Geiereckstraße an. Der Schoberplatz besteht nicht mehr.
Alle genannten Straßennamen gibt es inzwischen in Favoriten nicht mehr.

## Geschichte
Die Schlachtung von Pferden erfolgte bis zur Einführung des Schlachthauszwangs entweder in den privaten Schlachtstätten der Pferdefleischhauer oder in öffentlichen Schlachtbrücken. Vor allem wegen der Eingemeindung der Vororte war die Zahl der Schlachtungen steigend:
- 1891: 7314 Pferde
- 1907: 10.857 Pferde bei Pferdefleischhauern und weitere 9398 in Sankt Marx.

### Vorgängerbauten
- Eine erste Pferdeschlachtbrücke wurde 1854 in der Brigittenau in Betrieb genommen. Am 8. Juli 1884 beschloss der Wiener Gemeinderat deren Stilllegung, die Schließung erfolgte am 1. Mai 1885.
- Ersetzt wurde dieses Provisorium durch ein anderes, an den Wiener Zentralviehmarkt in Sankt Marx anschließendes Provisorium.

### Zentral-Pferdeschlachthaus
Angesichts der vor allem wegen der Eingemeindung der Vororte steigenden Zahl an Schlachtungen in Wien und um den vollständigen Schlachthauszwang einführen zu können, beschloss der Wiener Gemeinderat am 4. Juni 1897 die Errichtung eines Zentral-Pferdeschlachthauses sowie den Ankauf des dazu notwendigen Grundstückes vom Wiener Bürgerspitalfonds.
Wegen verschiedener Änderungswünsche und Bedenken an der Lage des Schlachthauses wurde die sofortige Ausführung des am 23. März 1900 vom Gemeinderat genehmigten Bauprojekts verzögert. Erst am 1. September 1904 wurde die Errichtung des Pferdeschlachthauses nach den überarbeiteten Plänen endgültig genehmigt.
Probleme bei den im März 1906 begonnenen Bauarbeiten bereiteten vor allem die bedeutenden Niveauunterschiede auf dem Bauplatz und damit verbundene Aufschüttungen, die Art des Untergrunds und der Grundwasserstand. Die Niveauunterschiede wurden vor allem durch zwei auf unterschiedlichen Höhen gelegene Hofflächen ausgeglichen und durch zwei Rampenbauwerke miteinander verbunden. Zusätzlich wurden einige der Gebäude so angelegt, dass sie von beiden Höfen zugänglich waren. Trotzdem musste bis zu sieben Meter hoch aufgeschüttet werden.
Im Mai 1908 wurde das Zentral-Pferdeschlachthaus eröffnet.
Da die Schlachtanlagen der 1922 eröffneten Wiener Kontumazanlage zu Beginn nicht genügend ausgelastet waren, wurde das Zentral-Pferdeschlachthaus am 8. Dezember 1922 aufgelassen. Zusätzlich wurde im März 1924 der ab 1918 in der Großmarkthalle gestattete Großhandel mit Pferdefleisch von der Invalidenstraße in die Kontumazanlage verlegt. Am 18. April 1924 wurde schließlich der Kontumazschlächterpferdemarkt mit dem Dienstag als Markttag nach Sankt Marx verlegt.

## Nachnutzung
In der Nähe des Pferdeschlachthauses, in der Arsenalstraße beziehungsweise der Gänsbachergasse richtete die Gemeinde Wien zur Unterbringung von Obdach- und Erwerblosen das Asyl- und Werkhaus der Stadt Wien ein. Als hier Platzmangel zu herrschen begann, wurde es 1925 um das stillgelegte Zentral-Pferdeschlachthaus erweitert. Heute befindet sich auf dem erweiterten Areal die Zentrale der für die öffentliche Beleuchtung und die öffentlichen Uhren zuständigen Magistratsabteilung MA 33 ‘Wien Leuchtet’.

## Beschreibung
Das nach Plänen von Josef Viktor Fidelius Klingsbigl errichtete Zentral-Pferdeschlachthaus bestand aus sechs Gebäuden:
- Das Torwächterhaus enthielt neben einem Amtsraum auch eine Wohnung für den Torwart.
- Das einstöckige und unterkellerte Verwaltungsgebäude beherbergte neben den mit Telefon ausgestatteten Amtsräumen unter anderem auch zwei Wohnungen für Tierärzte.
- Das etagierte Stall- und Schlachthallengebäude beherbergte im Untergeschoß Stallungen für 198 Pferde. Die darüber auf Straßenniveau befindliche Schlachthalle verfügte über 59 Schlachtstände.
- Das etagierte Düngerhaus schloss mit seiner Rückfront an die Baulinie der Kreißlegasse an.
- Die Rampenanlage mit etwas mehr als 60 Meter Länge und 8,5 Meter Breite verband den oberen und den unteren Hof. In den Gewölben des Bauwerks befanden sich die Sanitätsschlachtbrücke, zwei Kontumazstallungen für insgesamt 20 Pferde, das Maschinenhaus und die Kühlanlage.
- Im einstöckigen Nebengebäude befanden sich ebenerdig unter anderem der Fleischuntersuchungsraum, wo von auswärts nach Wien gebrachtes Pferdefleisch tierärztlich kontrolliert wurde, sowie Räume, die an mit der Verwertung von Nebenprodukten befasste Betriebe vermietet wurden. Im Obergeschoß wurde Futter für die Pferde gelagert.

## Pferdemarkt
Der städtische Pferdemarkt wurde zwischen 1883 und 1885 in der Siebenbrunnenfeldgasse 5 in Margareten errichtet und war auf Gemeindegebiet der einzige Markt für Pferde, Esel, Maultiere und Maulesel.
Im Jänner 1907 beschloss der Wiener Gemeinderat den Ankauf eines östlich an das Areal des Zentral-Pferdeschlachthauses anschließenden Grundstücks, um den im 5. Wiener Gemeindebezirk Margareten befindlichen Schlächterpferdemarkt hierher verlegen zu können.
Ab Dezember 1922 fand in der Wiener Kontumazanlage der Kontumazschlächter-Pferdemarkt statt. Markttag war Dienstag.
Ab 1951 wurde hier der Theodor-Körner-Hof errichtet.

## Schlachthauszwang für Pferde
Der Schlachthauszwang für Pferde galt zunächst für die Bezirke 1 bis 20, wurde aber nur in den Bezirken 1 bis 9 und 20 umgesetzt.
Aufgrund eines Stadtratsbeschlusses vom 17. März 1905 wurde die niederösterreichische Statthalterei ersucht, den Schlachthauszwang auch in den durch das Gesetz vom 28. Dezember 1904 zu Wien gekommenen Bezirken auszusprechen und unter Anwendung der Gewerbeordnung die Errichtung neuer sowie die Erweiterung bestehender privater Schlachtstätten für Einhufer zu untersagen. Deren Weiterbetrieb sollte nur noch bis zur Zuweisung an ein öffentliches Schlachthaus gestattet sein. Lediglich für den 21. Bezirk bestand eine Übergangsregelung.
Um eine Umgehung des Schlachthauszwangs in Wien zu verhindern, wurde mit einem Gemeinderatsbeschluss vom 29. November 1907 ein Landesgesetz erwirkt, nachdem das Fleisch außerhalb von Wien geschlachteter Pferde vor dem Verkauf in Wien einer im Zentral-Pferdeschlachthaus durchzuführenden und gebührenpflichtigen Fleischbeschau unterzogen werden musste.